# Sofía (película de 1987)
Sofía es una película argentina dramática de 1987 dirigida por Alejandro Doria sobre su propio guion escrito en colaboración con Jacobo Langsner, según la idea de Miguel Rodríguez. Se estrenó el 16 de abril de 1987. Es protagonizada por Dora Baret, Graciela Dufau, Héctor Alterio y Alejandro Milrud.
Por este filme Doria fue seleccionado como candidato al Premio Hugo de Oro en el Festival Internacional de Cine de Chicago de 1987 y al Gran Premio en el Festival Internacional de Cine de Tokio del mismo año.

## Sinopsis
En 1977 un adolescente ayuda a una mujer perseguida por la última dictadura cívico-militar argentina y termina enamorándose de ella.

## Reparto
| Actor               | Personaje          |
| ------------------- | ------------------ |
| Dora Baret          | Sofía              |
| Graciela Dufau      | Madre de Pedro     |
| Héctor Alterio      | Padre de Pedro     |
| Alejandro Milrud    | Pedro              |
| Mónica Villa        | Prostituta         |
| Nicolás Frei        | Silvio Núñez       |
| Lito Cruz           | Rufián             |
| Rafael Rodríguez    |                    |
| Alberto Busaid      | Hombre en estación |
| Ana Sadi            |                    |
| Damián Canavezzio   |                    |
| Marcelo Serré       |                    |
| Fabián Gianola      |                    |
| Walter Peña         |                    |
| José Andrada        |                    |
| David Masajnik      |                    |
| Alberto Arturi      |                    |
| Susana Cortínez     |                    |
| Oscar López         |                    |
| Arturo Noal         |                    |
| Alberto Ure         |                    |
| Fausto Collado      |                    |
| Ramiro Hernández    |                    |
| Jorge Mansilla      |                    |
| Carlos López        |                    |
| Santiago Mallo      |                    |
| Marcela Grassi      |                    |
| Alejandro Giles     |                    |
| Eugenia Frey        |                    |
| Raúl Cardillo       |                    |
| Milton Pérez        |                    |
| José María Rivara   |                    |
| Víctor Manso        |                    |
| Daniel Queirolo     |                    |
| Omar Súcari         |                    |
| Pedro Valle         |                    |
| Gustavo Tieffenberg |                    |
| Marisa Montova      |                    |
| Miguel Bragán       |                    |

## Crítica

### Comentarios
Claudio España opinó en La Nación:

”A. Milrud en su primer trabajo cinematográfico, es una revelación…Dora Baret se mete como pocos en los caracteres que le tocan…Alterio entrega toda su convicción profesional.”

César Magrini en El Cronista Comercial dijo del filme:

”Ácida y soberbia historia de amor.”

Daniel López en La Razón opinó:

”Doria recupera el tema de la solidaridad…el respeto por el ser humano…Diseño de producción de gran solidez.”

Manrupe y Portela escriben:

”Historia de amor intergeneracional e interideológica, con mucho de teleteatro, asunto interesante y la desgracia de haberse estrenado para Semana Santa de 1987, aquella de la rebelión militar y de las “Felices Pascuas” del Presidente Alfonsín.”